# 鎌田東二
鎌田 東二（かまた とうじ、1951年3月20日 - 2025年5月30日）は、日本の宗教哲学者。専門分野は宗教哲学、比較文明学、民俗学、日本思想史、人体科学など多岐にわたる。徳島県出身。学位は、博士（文学）（筑波大学・論文博士・2001年）。京都大学名誉教授。

神職の資格を保有し、被災地や医療機関で心のケアにあたる宗教者らの全国組織、『日本臨床宗教師会』会長などを務める傍ら、「神道ソングライター」と称して各地でライブを行った。。また、水神 祥（みなかみ あきら）の筆名で小説の執筆活動にも取り組んだ。

## 略歴
- 1951年 徳島県阿南市桑野町出身
- 1975年 國學院大學文学部哲学科卒業（85期）
- 1977年 國學院大學大学院文学研究科神道学専攻修士課程修了
- 1980年 國學院大學大学院文学研究科博士課程神道学専攻博士課程単位取得満期退学
- 2001年 博士（文学）（筑波大学）（学位論文「言霊思想の比較宗教学的研究」）
- 2003年4月 岡山大学大学院医歯薬学総合研究科社会環境生命科学専攻博士課程入学
- 2009年3月 同 退学
- 2025年5月30日 盲腸癌のため京都市の自宅にて死去[2]。

### 職歴
- 1980年 錦城高等学校 (私立)講師（国語）
- 1987年 國學院大學幼児教育専門学校教員（倫理学・神道）
- 1989年 国際日本文化研究センター共同研究員
- 1991年 武蔵丘短期大学健康生活科助教授
- 1992-95年 国際日本文化研究センター客員助教授
- 1995年 ダブリン大学（アイルランド）ケルティック・スタディーズ客員研究員
- 2003年 京都造形芸術大学芸術学部教授
- 2008年 京都大学こころの未来研究センター教授
- 2016年 上智大学グリーフケア研究所特任教授、京都大学名誉教授
- 2020年 上智大学大学院実践宗教学研究科死生学専攻特任教授

このほか、早稲田大学・國學院大學・ 上智大学の非常勤講師、東京自由大学運営委員長、猿田彦大神フォーラム世話人代表、有限会社ムーンサルトプロジェクト取締役等も務めた。

## 所属学会
- 神道宗教学会理事
- 日本宗教学会評議員
- 人体科学会理事
- 比較文明学会幹事
- 日本トランスパーソナル学会顧問
- 日本生命倫理学会

## 受賞歴
- 1983年 神道宗教学会研究奨励賞
- 1985年 あらまき賞新人賞受賞
- 1990年 日本保育学会研究奨励賞（共同研究）

## 著作

### 単著
- 『神界のフィールドワーク 霊学と民俗学の生成』（創林社） 1985、青弓社 1987、ちくま学芸文庫 1999
- 「翁童論」四部作（新曜社）
  1. 『翁童論 子どもと老人の精神誌』 1988
  2. 『老いと死のフォークロア 翁童論2』 1990
  3. 『エッジの思想 イニシエーションなき時代を生きぬくために 翁童論3』 2000
  4. 『翁童のコスモロジー 翁童論4』 2000
- 『記号と言霊』（青弓社） 1990
- 『場所の記憶 日本という身体』（岩波書店） 1990 
  - 改訂版『聖なる場所の記憶 日本という身体』（講談社学術文庫） 1996
- 『聖トポロジー 地霊の変容 意識と場所1』（河出書房新社） 1990
- 『異界のフォノロジー 純粋国学理性批判序説 意識と場所2』（河出書房新社） 1990
- 『人体科学事始め 気を科学する』（読売新聞社） 1993
- 『身体の宇宙誌』（講談社学術文庫） 1994
- 『宗教と霊性』（角川選書） 1995
- 『聖地への旅 精神地理学事始』（青弓社） 1999
- 『神と仏の精神史 神神習合論序説』（春秋社） 2000
- 『ウズメとサルタヒコの神話学』（大和書房） 2000
- 『神道とは何か 自然の霊性を感じて生きる』（PHP新書） 2000
- 『宮沢賢治「銀河鉄道の夜」精読』（岩波現代文庫） 2001
- 『平山省斎と明治の神道』（春秋社） 2002
- 『平田篤胤の神界フィールドワーク』（作品社） 2002
- 『神道のスピリチュアリティ』（作品社） 2003
- 『呪殺・魔境論』（集英社） 2004
  - 改訂版『「呪い」を解く』（文春文庫） 2013
- 『神様たちと暮らす本』（PHP研究所） 2005
- 『霊性の文学誌』（作品社） 2005
  - 増補版『霊性の文学　言霊の力』（角川ソフィア文庫） 2010
  - 増補版『霊性の文学 霊的人間』（角川ソフィア文庫） 2010
- 『霊的人間 魂のアルケオロジー』（作品社） 2006
- 『聖地感覚』（角川学芸出版） 2008、角川ソフィア文庫 2013
- 『神様に出会える 聖地めぐりガイド ものがたり「古事記」併録』（朝日新聞出版） 2009
- 『神と仏の出逢う国』（角川選書） 2009
- 『超訳 古事記』（ミシマ社） 2009
- 『現代神道論 霊性と生態智の探究』（春秋社） 2011
- 『古事記ワンダーランド』（角川選書） 2012
- 『歌と宗教 歌うこと。そして祈ること』（ポプラ新書） 2014
- 『世直しの思想』（春秋社） 2016
- 『世阿弥 身心変容技法の思想』（青土社） 2016
- 『日本人は死んだらどこへ行くのか』（PHP新書） 2017
- 『言霊の思想』（青土社） 2017
- 『南方熊楠と宮沢賢治 日本的スピリチュアリティの系譜』（平凡社新書） 2020
- 『「負の感情」とのつき合い方　ケアの時代』（淡交社）2021
- 『教科書で教えない世界神話の中の『古事記』『日本書紀』入門』（ビジネス社）2022
- 『悲嘆とケアの神話論　須佐之男と大国主』（春秋社）2023
- 『予言と言霊　出口王仁三郎と田中智学』（平凡社）2024

### 詩集ほか創作
- 『水神伝説』（水神祥名義、泰流社） 1984
- 『元始音霊 縄文の響き』（春秋社） 2001：CDブック
- 『常世の時軸』 思潮社 2018。第1詩集
- 『夢通分娩 詩集』 土曜美術社出版販売 2019
- 『狂天慟地 詩集』 土曜美術社出版販売 2019
- 『絶体絶命 詩集』 土曜美術社出版販売 2022
- 『開 詩集』 土曜美術社出版販売 2023
- 『いのちの帰趨 詩集』 港の人 2023

### 主な共編著
- 『魂のネットワーキング 日本精神史の深域』（松澤正博対談、泰流社） 1986
- 『オカルト・ジャパン』（山折哲雄対談、平凡社） 1987
- 『神秘学カタログ』（荒俣宏共編、河出書房新社、『文藝』別冊） 1987
- 『他者の言葉・折口信夫』（村井紀、五月社） 1990
- 『憑霊の人間学 根源的な宗教体験としてのシャーマニズム』（佐々木宏幹、青弓社） 1991
- 『言霊の天地』（中上健次、主婦の友社） 1993
- 『翁童信仰』（雄山閣出版） 1993
- 『天河曼陀羅 超宗教への水路』（津村喬共編、春秋社） 1994
- 『謎のサルタヒコ』（創元社） 1997
- 『旅のトポロジー』（夏石番矢, 復本一郎共編、雄山閣出版） 1998
- 『隠された神サルタヒコ』（大和書房） 1999
- 『霊性のネットワーク』（喜納昌吉共著、青弓社、寺子屋ブックス） 1999
- 『神道用語の基礎知識』（角川選書） 1999
- 『美輪明宏という生き方』（嶽本野ばら, 松本郁子, 有為エンジェル, 三橋順子共著、青弓社） 2000
- 『ケルトと日本』（鶴岡真弓共編、角川選書） 2000
- 『サルタヒコの旅』（創元社） 2001
- 『霊性の時代 これからの精神のかたち』（加藤清、春秋社） 2001
- 『心の中の「星」を探す旅 わたしって本当は何だろう』（鏡リュウジ共著、PHP研究所） 2002
- 『日本の精神性と宗教』（河合隼雄, 橋本武人, 山折哲雄共著、創元社） 2006
- 『霊の発見』（五木寛之共著、平凡社） 2006、のち角川文庫 2010、のち学研M文庫 2013、のち徳間文庫カレッジ 2016
- 『思想の身体 霊の巻』（春秋社） 2007
- 『神楽感覚 環太平洋モンゴロイドユニットの音楽世界』（細野晴臣共著、作品社） 2008
- 『京都「癒しの道」案内』（河合俊雄共著、朝日新書） 2008
- 『モノ学の冒険』（創元社） 2009
- 『火・水(KAMI) - 新しい死生学への挑戦』（近藤高弘共著、晃洋書房） 2010
- 『満月交感 ムーンサルトレター』上・下（一条真也共著、水曜社） 2011、のち再刊 2015
- 『日本の聖地文化 寒川神社と相模国の古社』（創元社） 2012
- 『原子力と宗教 日本人への問い』（玄侑宗久共著、角川学芸出版（新書判）） 2012
- 『究極 日本の聖地』（角川書店） 2014
- 「講座スピリチュアル学」全7巻（企画・編、ビイングネットプレス、地球人選書） 2014 - 2016
  1. 『スピリチュアルケア』
  2. 『スピリチュアリティと医療・健康』
  3. 『スピリチュアリティと平和』
  4. 『スピリチュアリティと環境』
  5. 『スピリチュアリティと教育』
  6. 『スピリチュアリティと芸術・芸能』
  7. 『スピリチュアリティと宗教』
- 『死と生 恐山至高対談』（南直哉共著、東京堂出版） 2017
- 『身心変容のワザ - 技法と伝承 身体と心の状態を変容させる技法と伝承の諸相』 (編、サンガ、身心変容技法シリーズ） 2018
- 『天河大辨財天社の宇宙 神道の未来へ』（柿坂神酒之祐共著、春秋社） 2018
- 『グリーフケアの時代 「喪失の悲しみ」に寄り添う』（島薗進、佐久間庸和共著、弘文堂） 2019
- 『ヒューマンスケールを超えて　わたし・聖地・地球』（ハナムラチカヒロ共著、ぷねうま舎）2020
- 『満月交心（ムーンサルトレター）』（一条真也共著、現代書林）2020
- 『祈りは人の半分』（水谷周共著、国書刊行会）2021
- 『古事記と冠婚葬祭　神道と日本人』（一条真也対談、現代書林）2023

### 監修
- 『自分とか、ないから。 教養としての東洋哲学』（しんめいP著、サンクチュアリ出版）2024

## 関連人物
- 一条真也（作家・（株）サンレー代表）